# 에두 드라세나
에두아르두 루이스 아보니지우 지 소우자(포르투갈어: Eduardo Luís Abonízio de Souza, 1981년 5월 18일 ~ )는 통상 에두 드라세나(포르투갈어: Edu Dracena)라고 불리는 브라질의 전 축구 선수로, 현역 시절 포지션은 센터백이었다.

## 선수 생활
에두 드라세나는 상파울루주 드라세나에서 태어났으며, 구아라니 FC의 유소년 팀에서 축구를 시작하였고, 1999년 1군 무대에 데뷔하였다. 2002년 7월 2일 에두 드라세나는 그리스 수페르리가 엘라다의 올림피아코스 FC로 1년 임대를 떠났다. 임대 종료 이후 에두 드라세나는 크루제이루 EC로 이적하였고, 이 구단에서 주전자리를 차지하며 리그와 컵대회에서 우승을 차지하였다.
2006년 8월 에두 드라세나는 570만 유로의 이적료로 터키 쉬페르리그의 페네르바흐체 SK로 이적하였다. 2007년 5월 19일 페네르바흐체의 라이벌 갈라타사라이 SK를 상대로 득점을 기록하였으며, 이는 페네르바흐체 역대 500번째 골이기도 하였다.
2009년 9월 16일 에두 드라세나는 브라질 산투스 FC와 3년 계약을 맺고 이적하였다. 2015년 1월 21일 에두 드라세나는 산투스 FC의 라이벌 SC 코린치앙스 파울리스타로 이적하였다. 캄페오나투 브라질레이루 세리이 A 2016 시즌을 앞두고, 에두 드라세나는 SE 파우메이라스로 이적하였다.

## 수상

### 구단

#### 올림피아코스
- 수페르리가 엘라다 : 2002-03

#### 크루제이루
- 캄페오나투 브라질레이루 세리이 A : 2003
- 코파 두 브라질 : 2003
- 캄페오나투 미네이루 : 2003, 2004, 2006

#### 페네르바흐체
- 쉬페르리그 : 2006-07
- 튀르키예 쿠파스 : 2007

#### 산투스
- 캄페오나투 파울리스타 : 2010, 2011, 2012
- 코파 두 브라질 : 2010
- 코파 리베르타도레스 : 2011

#### 코린치앙스
- 캄페오나투 브라질레이루 세리이 A : 2015

#### 파우메이라스
- 캄페오나투 브라질레이루 세리이 A : 2016